# Альянніс Ургельєс
Альянніс Ургельєс (ісп. Aliannis Urgellés, нар. 25 червня 1986, Баракоа) — кубинський футболіст, захисник німецького клубу «Марієндорф ». Виступав, зокрема, за «Гуантанамо», низку німецьких ничжолігових клубів, а також національну збірну Куби.

## Клубна кар'єра
У дорослому футболі дебютував 2005 року виступами за команду клубу «Гуантанамо», в якій провів дев'ять сезонів. У 2011 році став найкращим бомбардиром кубинського чемпіонату.
Своєю грою за цю команду привернув увагу представників тренерського штабу клубу «Нойкольн», до складу якого приєднався 2014 року. Відіграв за «Нойкольн» наступні два сезони своєї ігрової кар'єри. Більшість часу, проведеного у складі У складі, був основним гравцем захисту команди. Один із головних бомбардирів команди, маючи середню результативність на рівні 0,96 голу за гру першості.
2016 року уклав контракт з клубом «Кроатія Берлін», у складі якого провів наступний рік своєї кар'єри гравця. Граючи у складі столичного клубу здебільшого виходив на поле в основному складі команди. В новому клубі був серед найкращих голеодорів, відзначаючись забитим голом в середньому щонайменше у кожній третій грі чемпіонату.
З 2017 року знову, цього разу два сезони захищав кольори команди клубу «Нойкольн». 
До складу «Марієндорфу» приєднався 2019 року. 

## Виступи за збірну
У футболці національної збірної Куби дебютував 2008 року в товариському матчі проти Гаяни. У футболці національної збірної зіграв 44 матчі та відзначився 2-а голами. Востаннє футболку збірної одягав у липні 2013 року в поєдинку кваліфікації Золотого кубка КОНКАКАФ.
У складі збірної був учасником розіграшу Золотого кубка КОНКАКАФ 2011 року у США (провів 3 поєдинки), розіграшу Золотого кубка КОНКАКАФ 2013 року у США. Також зіграв 7 матчів (1 гол) у кваліфікації чемпіонату світу 2010 та 2014 років.

## Досягнення
«Гуантанамо»
Карибський кубок
- -  Володар (1): 2012

### Індивідуальні
- Найкращий бомбардир чемпіонату Куби (2011, 9 голів)